# Mitología lunar

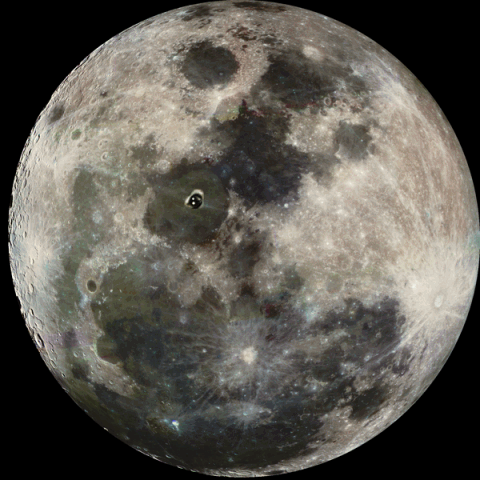
Muchas mitologías relacionan el conejo con la luna, por una ilusión óptica de su cara visible. Aquí la imagen de la luna únicamente ha sido girada y se le ha añadido un ojo.

La Luna tiene un importante lugar en numerosas mitologías y leyenda populares en casi todo  el mundo.

## Simbología
- La Luna representa el poder femenino, es la Diosa Madre, Reina del Cielo en algunas mitologías. En otras es una deidad masculina.
- La rana, el sapo, el lobo, el zorro, la liebre y el conejo son animales relacionados con la Luna, y muchas veces se les representa como símbolo de la misma.

1. Muchas leyendas antiguas cuentan que mirando a la Luna puede fácilmente verse una rana. La rana es animal lunar, portadora de agua, lo mismo que el sapo, que también es animal lunar que pertenece al elemento húmedo que son las aguas de la Luna. Se dice en el Lejano Oriente que el sapo de tres patas habita en la Luna y que sus tres patas simbolizan las tres fases lunares.
2. Por su parte, la liebre es también animal lunar y atributo de todas las deidades lunares en muchas de las antiguas mitologías. Por su vinculación con la Luna representa la resurrección y el renacimiento, así como la intuición y la luz en la oscuridad. Esta representación de la liebre en la luna es casi universal; es el animal intermediario entre las deidades lunares y el ser humano. En la cultura China tienen a la liebre como animal de presagios y se supone que habita en la Luna. La liebre es el principio del yin lunar.
3. En América del Sur, la cultura Inca tiene al zorro como animal que simboliza las manchas lunares. Se dice que había un zorro que quedaba siempre cautivado por la luminosidad de la Luna. Tal era su anhelo de estar junto a ella, que una noche, el zorro subió a una montaña muy alta y le pedía a la Luna que lo dejara subir, la Luna entonces dejó caer una soga de plata para que el zorro subiera. Al subir, la diosa lunar abrazó al animal y ambos se unieron, formando así las manchas lunares. En la Mitología moche, existía una bestia maligna encadenada en la superficie lunar. Este era conocido como "Animal lunar" o "Purshópok". Es descrito como un ser de aspecto quimérico que reunía elementos de animales como: zorro, serpiente, jaguar, etc. Cuando este ser se liberó, sembró el caos y destrucción en el mundo junto a otras temibles criaturas. Fue aprisionado nuevamente por el dios Aiapæc. La maligna criatura estuvo encadenada a tal punto de transformarse en las manchas lunares.

- La media luna fue un atributo tardío de Isis como Reina del Cielo.
- La Luna se representa generalmente con la media luna o los cuernos de una vaca.
- En antiguas leyendas orientales, se dice que los lobos aullaban a la luna consolándola en su tristeza y felicitándola en su felicidad, además de un poema conocido por pocos, en uno de los fragmentos decía : ...eres igual a mi, eres triste y feliz, cálida y fría, cuando yo no pueda hablarte, los lobos cantaran para ti aquella canción que El canto...Pero,¿Y en la religión Católica?

## San Jorge
En Brasil, dice la tradición popular que las manchas presentadas por la Luna representan a San Jorge y su lanza enfrentando al Dragón, listo para defender aquellos que buscan su ayuda.

## Mitos
Desde los orígenes de la humanidad han existido inquietudes por el culto y el estudio de la Luna. Existen indicios que confirman la existencia de pueblos de Polinesia, Melanesia, tribus del Amazonas o africanas que han tenido al satélite por un ser vivo que compartía con ellos sus alegrías y tristezas. Los papúes la llamaban Bimbaio.
En el antiguo Oriente Próximo y Medio cobró gran importancia el culto a la Luna: así sabemos que en la ciudad de Uruk adoraban a Inanna y en algunos templos se rendía culto a Bilquis-Ilumquh, un dios lunar.
Escritos antiguos relatan como en la ciudad de Ur, patria de Abraham, se rendía culto y respeto al dios de la luna Nannar, en Uruk adoraban a su hija Inanna. 

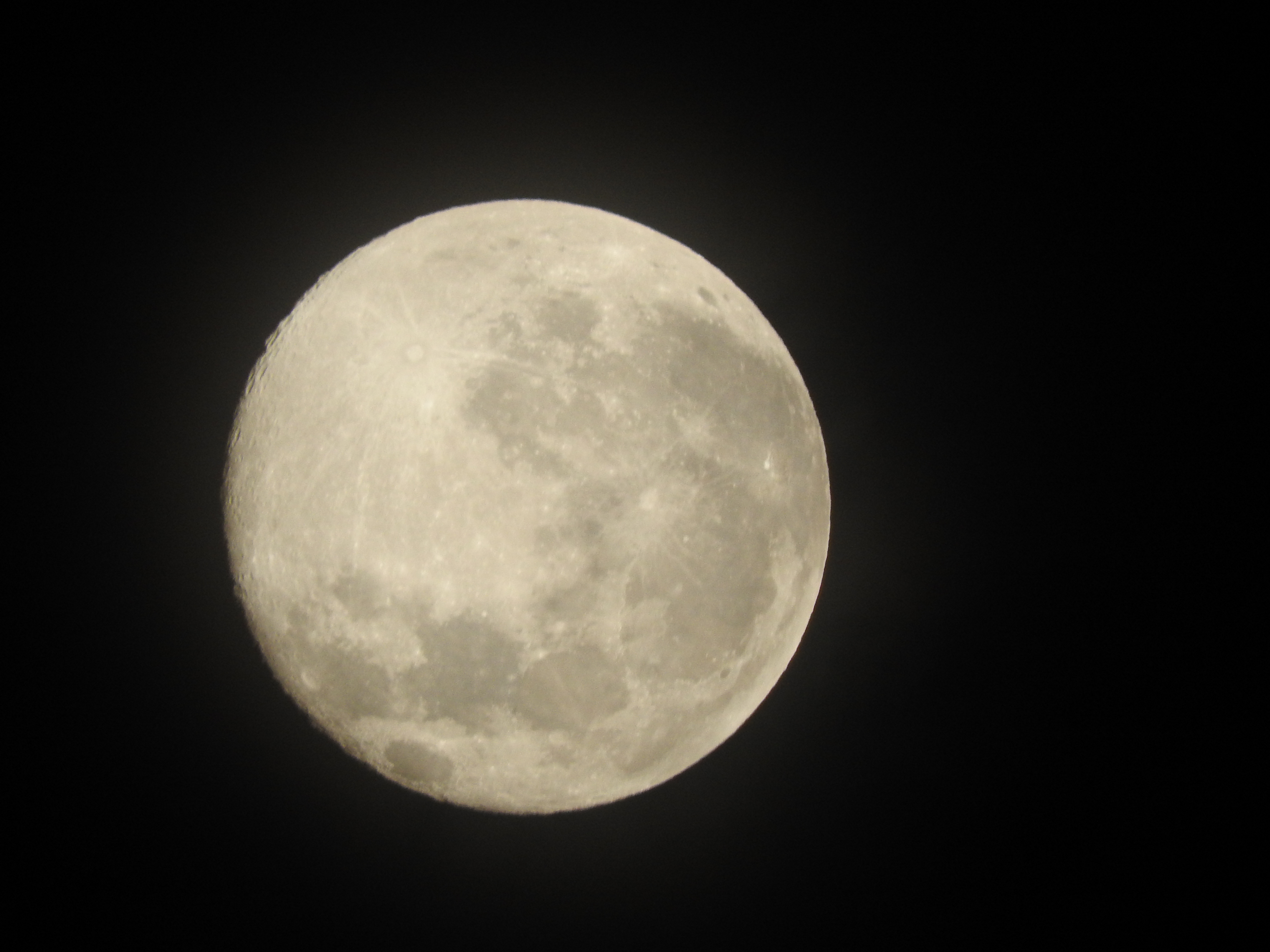
Luna y su influencia en las distintas culturas.

En Egipto existieron varios dioses lunares: Jonsu, Thot, Min e Iah. Thot fue considerado el "padre" de las matemáticas y otras ciencias.
En Fenicia la diosa Astarté de claro origen sumerio-acadio, denominada Ninnin en sumerio e Ishtar en acadio  era la homónima de Isis y Hathor. 
La mitología grecorromana contaba entre sus filas con Selene, también llamada Luna, la cual con el tiempo perdió relevancia ante otra diosa de similares poderes llamada Artemisa en Grecia y Diana, en Roma.
Los muiscas precolombinos adoraban a la luna, la llamaban Chía; hoy este nombre lo lleva una ciudad cercana a Bogotá.
Los incas en América del Sur, también adoraban a la luna, aparte del sol (conocido como el dios Inti, a la vez el padre sol). Los incas en quechua, la llamaban "Coya Raymi" o "Quilla", teniéndola como la principal divinidad femenina y además como la madre luna. En Tiwanaku, hay un monumento que forma parte del Complejo Arqueológico Monumental llamado Puerta de la Luna, a la par de la Puerta del Sol.
El Sintoísmo en Japón tenían a Tsukuyomi, su dios lunar

## En música
Hay innumerables canciones en todas las culturas basadas en los mitos y leyendas dedicados a la luna; una de ellas es Hijo de la luna, perteneciente al grupo español Mecano y basada en las supersticiones y cosmovisión de las creencias del pueblo gitano.